# BNP Paribas Masters 2011

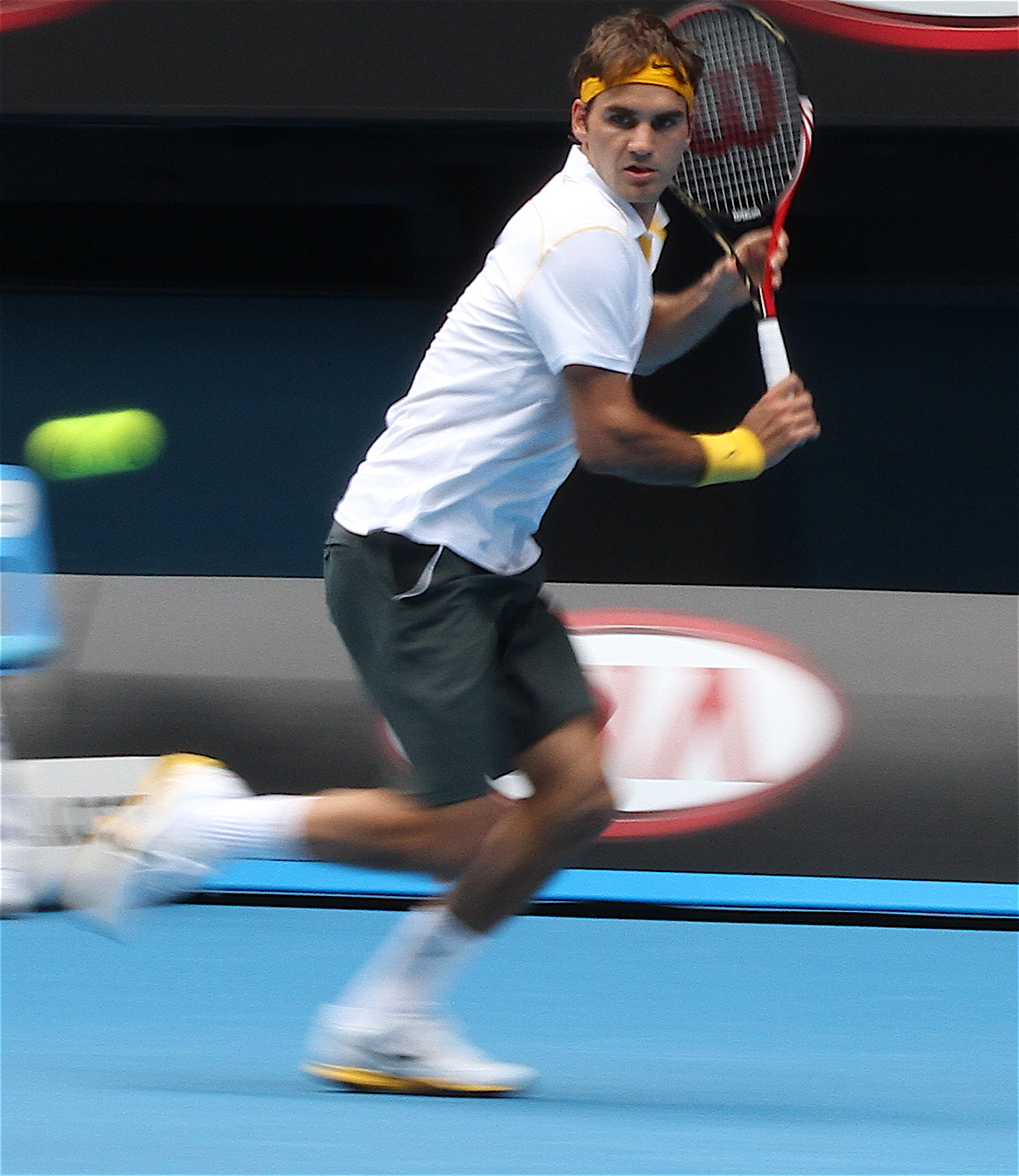
Чемпион одиночного турнира Роджер Федерер из Швейцарии.

BNP Paribas Masters 2011 — профессиональный теннисный турнир, в 40-й раз проводившийся в Париже, Франция на закрытых кортах с покрытием типа хард. Турнир имеет категорию ATP Masters 1000. Соревнования были проведены с 7 по 13 ноября.
Прошлогодними чемпионами являются:
- Одиночный турнир —  Робин Сёдерлинг
- Парный турнир —  Махеш Бхупати /  Максим Мирный.

## Соревнования

### Одиночный разряд
Роджер Федерер обыграл  Жо-Вильфрида Тсонга со счётом 6-1, 7-6(3).
- Федерер выигрывает 3й титул в году и 69й за карьеру.
- Жо-Вильфрид Тсонга выходит в свой 5й одиночный финал на соревнованиях ассоциации в году и 12й за карьеру.

### Парный разряд
Рохан Бопанна /  Айсам-уль-Хак Куреши обыграли  Жюльена Беннето /  Николя Маю со счётом 6-2, 6-4.
- Бопанна выигрывает свой 3й титул в году и 5й за карьеру.
- Куреши выигрывает свой 4й титул в году и 5й за карьеру.
- Бопанна и Куреши выигрывают первый в карьере турнир из серии ATP Мастерс 1000.